# Palagianello
Palagianello is een gemeente in de Italiaanse provincie Tarente (regio Apulië) en telt 7747 inwoners (31-12-2004). De oppervlakte bedraagt 43,3 km², de bevolkingsdichtheid is 179 inwoners per km².

## Demografie
Palagianello telt ongeveer 2559 huishoudens. Het aantal inwoners steeg in de periode 1991-2001 met 4,9% volgens cijfers uit de tienjaarlijkse volkstellingen van ISTAT.
| Jaar | Inwoneraantal |
| ---- | ------------- |
| 1991 | 7136          |
| 2001 | 7483          |

## Geografie
Palagianello grenst aan de volgende gemeenten: Castellaneta, Mottola, Palagiano.